# Moermankust

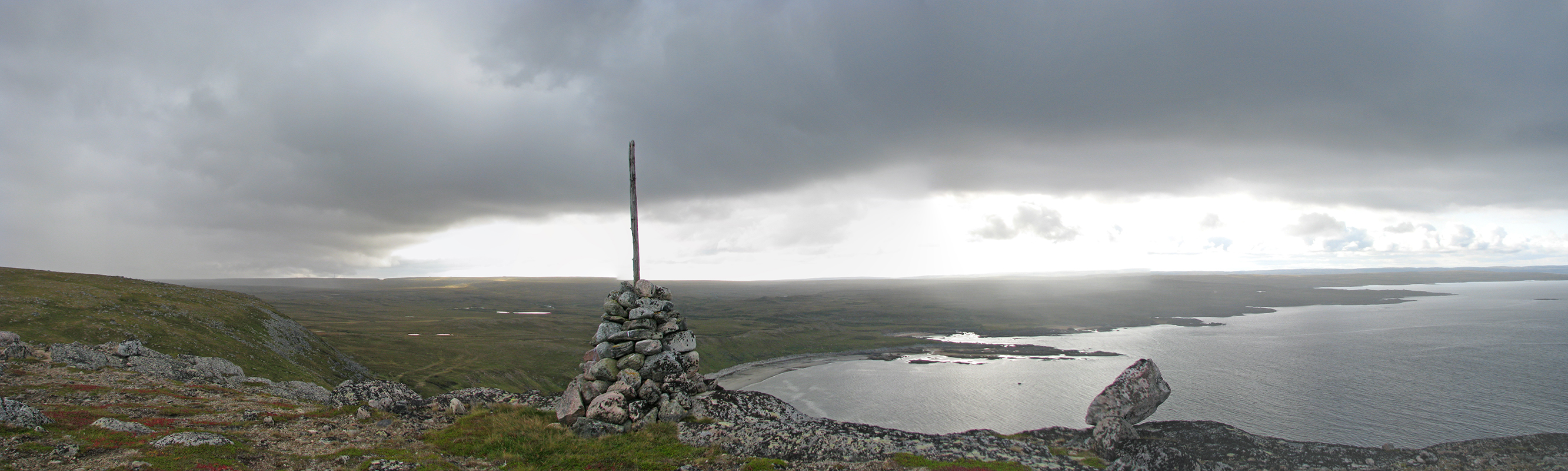
Gezicht op Kaap Svjatoj Nos ('Heilige Kaap')

Moermankust (Russisch: Мурманский берег; Moermanski bereg; "noormannenkust") is een rotsachtig en licht ingesneden kustgebied langs de Barentszzee in Rusland. Het gebied strekt zich uit over ongeveer 420 kilometer, vanaf de grens met Noorwegen tot aan Kaap Svjatoj Nos aan de oostkust van het schiereiland Kola. Het omvat daarmee het grootste deel van de noordoostkust van de Russische oblast Moermansk. De kust telt een aantal diep uitgesneden baaien en golven, waarvan de Kolagolf, Molotovgolf en de Svjatoj Nosbaai de grootste zijn. Langs de kust liggen een aantal eilanden, waarvan Kildin het grootste is.
In de kustwateren wordt gevist. De belangrijkste haven aan de kust is Moermansk.